# Python in Bamboo Forest
Python in Bamboo Forest, chinesisch: 竹林绿蟒, ist eine Holzachterbahn des Herstellers Great Coasters International im Nanchang Sunac Land bei Nanchang in China, die am 28. Mai 2016 eröffnet wurde.
Die von Jeff Pike konstruierte Strecke besitzt eine Länge von 1558 m und erreicht eine Höchstgeschwindigkeit von 100 km/h.